# المكتبة الرقمية العربية
المكتبة الرقمية العربية هي أحد مشاريع مكتبة الملك عبدالعزيز العامة، تعنى برصد المحتوى الرقمي العربي في أماكن وجوده وتتيح للمستفيدين الوصول إليه من مكان واحد.

## أهداف المكتبة
- فتح آفاق جديدة تعزز التعاون بين مكتبة الملك عبد العزيز العامة والمكتبات في المملكة وخارجها.
- بناء قواعد بيانات والمشاركة فيها مما يزيد في ثراء الموارد الإلكترونية ويحسن الخدمات.
- الاستفادة من البنية الأساسية التي تملكها مكتبة الملك عبد العزيز العامة والمتمثلة في الفهرس العربي الموحد الضروري لبناء المكتبة الرقمية العربية.
- تحقيق أهداف خطط التنمية في التحول إلى مجتمع المعرفة وإنجاز أهداف برنامج التعاملات الإلكترونية الحكومية من خلال تقديم خدمات إلكترونية حكومية لجميع فئات المجتمع وفي جميع المناطق.
- تحقيق أهداف الخطة الوطنية للاتصالات وتقنية المعلومات في التحول إلى مجتمع معلوماتي وتوفير المعلومات في جميع أنحاء البلاد ولكافة شرائح المجتمع.
- تحقيق أهداف السياسة الوطنية للعلوم والتقنية من خلال دعم نشر المحتوى العلمي العربي وإتاحته عبر الإنترنت.
- دعم مبادرات الوصول الحر للمعلومات بهدف تكوين مجتمع المعرفة الذي تنادي به اليونسكو.
- التعاون مع المكتبات العربية والجامعات، ومؤسسات البحث العلمي، ودور النشر، والمؤلفين وصناع المعرفة.
- بناء مكتبة رقمية عربية تغطي أكبر قدر من المقتنيات الإلكترونية بأشكالها المختلفة  ( كتب رقمية، نصوص، صور، ملفات صوتية وفيديو، ملفات PDF ).
- إتاحة المعلومات ليتمكن أي باحث من الوصول إلى المحتوى الذي يبحث عنه بسهولة ويسر، سواءً بشكل مباشر أم من خلال برامج يستخدمها للاستفادة من هذا المحتوى.
- تقديم خدمات معلومات افتراضية للباحثين والمستفيدين.
- نشر الثقافة المعلوماتية بين أفراد المجتمع بكافة فئاته وطبقاته، وتجميع المحتوى الرقمي العربي من المكتبات السعودية، ثم يليها المقتنيات العربية في المكتبات العربية، ثم المقتنيات العربية الفريدة في المكتبات العالمية.[1]

## مقتنيات
- 46635 كتاب.
- 5000 مخطوط.
- 466 مقال علمي.
- 291 مسكوكات ومجسمات.
- 34 رسالة جامعية 17 بحث علمي.
- 29 خريطة.